# Мачка међу голубовима
Мачка међу голубовима (енгл. Cat Among the Pigeons) је детективски роман Агате Кристи, први пут објављен у Уједињеном Краљевству од стране издавачке куће Collins Crime Club 2. новембра 1959, док га је у Сједињеним Државама издала издавачка кућа Dodd, Mead and Company у марту 1960. године. Британско издање продавало се по цени дванаест шилинга и шест пенија, а америчко по цени од 2,95 долара.
У роману се појављује белгијски детектив Херкул Поаро, који се врло касно појављује — тек у последњој трећини романа. Нагласак на шпијунажи у првом делу приче повезује га са Кристиним међународним авантурама (као што је роман Операција Багдад) и са причама о Томију и Тапенс.

## Радња
У измишљеном краљевству Рамат на Блиском истоку избија револуција. Знајући да вероватно неће преживети насиље, престолонаследник Али Јусуф поверава свом најбољем пријатељу и пилоту, Бобу Ролинсону, да прокријумчари веома вредне драгуље из земље. Ролинсон сакрива драгуље у шупљини дршке тениског рекета који припада његовој сестричини Џенифер, ћерки његове сестре Џоун, не откривајући им то. Несвестан тога, са суседног балкона га посматра мистериозна жена. Јусуф и Ролинсон гину у авионској несрећи док покушавају да побегну из Рамата.
Три месеца касније, Џенифер се спрема да крене у школу Медоубенк, престижну приватну школу за девојке у Енглеској. Особље школе чине: госпођица Булстрод, оснивачица и директорка школе; госпођица Чедвик, суоснивачица и наставница математике; госпођица Ванситарт, која већ годинама предаје немачки; госпођица Рич, која већ 18 месеци предаје енглеску књижевност; госпођица Џонсон, школска надзорница; госпођица Анжел Бланш, нова наставница француског; Грејс Спрингер, нова наставница физичког; Ен Шапланд, нова секретарица госпођице Булстрод; и Адам Гудман, нови баштован. Како се госпођица Булстрод приближава пензији, размишља о својој наследници. Сматра да је госпођица Чедвик престара за ту улогу, па разматра госпођицу Ванситарт, која понашањем подсећа на њу, као и младу госпођицу Рич, пуну сопствених идеја.
Једне ноћи, госпођице Чедвик и Џонсон примећују светло у сали за физичко и чују пуцањ; када истраже, проналазе госпођицу Спрингер убијену. Када полиција започне истрагу, Гудман открива инспектору Келсију, а касније и госпођици Булстрод, да ради за британску обавештајну службу. Он је у Медоубенку како би пронашао драгуље које је Ролинсон прокријумчарио, пратећи Шајсту, рођаку принца Али Јусуафа, која похађа школу. У међувремену, Џенифер се жали пријатељици Џулији Апџон да њен рекет више није уравнотежен, па њих две мењају рекете. Касније, непозната жена прилази Џенифер и даје јој нови рекет, тврдећи да је од њене тетке Џине, и узима стари. Међутим, опрезнија Џулија то сматра сумњивим, а тетка Џина касније пише да није слала нови рекет.
Следећег викенда, Шајста је киднапована од стране особе која се представила као возач њеног ујака. Те ноћи, госпођица Ванситарт је убијена ударцем вреће са песком у сали за физичко. Када забринути родитељи одведу кућама многе ученице, укључујући и Џенифер, Џулија прегледа рекет који је узела од ње и проналази прокријумчарене драгуље. Када неко покуша да уђе у њену собу током ноћи, она бежи из школе и одлази да исприча све Херкулу Поароу, о коме је слушала приче од своје тетке Морин (госпође Самерхејз из романа Госпођа Макгинти је мртва).
Док Поаро истражује убиства у Медоубенку, госпођица Бланш бива убијена ударцем вреће са песком. Разговарајући са госпођицом Булстрод, Поаро сазнаје да је Џулијина мајка, госпођа Апџон, која је током Другог светског рата радила у британској контраобавештајној служби, првог дана школе препознала једну стару колегиницу из службе.
Поаро открива да је Шајста која је похађала школу била варалица; праву Шајсту је киднаповала група која тражи Јусуфове драгуље. Када их лажна Шајста није пронашла, група ју је извукла из школе пре него што ујак праве Шајсте могао да открије обману. Поаро накратко усмерава сумњу на госпођицу Рич да би убица стекао лажан осећај сигурности. Затим открива да је госпођица Спрингер убијена јер је ухватила убицу како тражи тениски рекет, а да је госпођица Бланш убијена када је покушала да уцењује убицу.
Преко госпође Апџон, Поаро разоткрива Ен Шапланд као немилосрдну шпијунку познату под надимком „Анхелика де Торедо”. Она је била у Рамату три месеца раније и била је жена која је видела Ролинсона како сакрива драгуље у Џениферин рекет. Пре хапшења, Шапландова покушава да упуца госпођу Апџон. Док госпођица Булстрод покушава да је заштити, госпођица Чедвик стаје испред ње и бива смртно рањена. Шапландова је разоружана и одведена, а Поаро открива да је друго убиство починила управо госпођица Чедвик, љубоморна на боље квалификације госпођице Ванситарт као потенцијалне наследнице госпођице Булстрод. Када је затекла госпођицу Ванситарт саму у сали за физичко, ударила ју је у налету лудила.
После истраге, госпођица Булстрод поставља госпођицу Рич за своју партнерку и наследницу, са планом да заједно обнове Медоубенк и његов углед. Поаро предаје драгуље господину Робинсону, који их враћа тајној супрузи принца Али Јусуафа; они су се венчали и добили сина док је Јусуф студирао у Енглеској. Џулија Апџон добија смарагд као награду.

## Ликови
- Херкул Поаро, чувени белгијски детектив
- Инспектор Келси, истражни службеник
- „Адам Гудман”, оперативац специјалног одељења, који ради на тајном задатку у Медоубенку као баштован
- Хонорија Булстрод, директорка Медоубенка
- Ен Шапланд, секретарица госпођице Булстрод
- Елспет Џонсон, надзорница
- Госпођица Чедвик, дугогодишња наставница математике која је помогла у оснивању Медоубенка
- Еленор Ванситарт, наставница која је требало да наследи госпођицу Булстрод
- Грејс Спрингер, наставница физичког васпитања
- Анжел Бланш, наставница француског језика која је користила пасош и препоруке своје покојне сестре како би добила посао у доброј школи.
- Ајлин Рич, наставница
- Госпођица Блејк, наставница
- Госпођица Роуан, наставница
- Принцеза Шајста, рођака покојног престолонаследника Али Јусуфа од Рамата
- Принц Али Јусуф, наследни шеика од Рамата
- Боб Ролинсон, лични пилот принца од Рамата (и његов најбољи пријатељ)
- Џенифер Сатклиф, сестричина Боба Ролинсона и ученица у Медоубенку. Ћерка Џоун и Хенрија Сатклифа
- Леди Вероника Карлтон-Сендвејс, непристојна и припита мајка близнакиња које похађају школу
- Џоун Сатклиф, сестра Боба Ролинсона и Џениферина мајка
- Хенри Сатклиф, Џоунин супруг и Џениферин отац
- Џулија Апџон, ученица у Медоубенку и Џениферина пријатељица
- Госпођа Апџон, Џулијина мајка и бивша агенткиња британске обавештајне службе
- Пуковник Ефрем Пајквеј, високи званичник специјалног одељења, надређени Адама Гудмана
- Џон Едмундсон, члан Министарства спољних послова и трећи секретар британске амбасаде у Рамату у време револуције.
- Дерек О’Конор, члан Министарства спољних послова
- „Господин Робинсон”, тајанствени човек, важан за спољне послове
- Денис Ратбон, дечко Ен Шапланд
- Џорџ, Поароов батлер
- Бригс, баштован

## Књижевни значај и пријем
Морис Ричардсон из новина The Observer је 8. новембра 1959. године писао: „Неке лепе сцене из школе са лажним шеиковима који уљудно пристижу љубичастим кадилацима да одведу јако напарфимисане и „раскалашне” хурије на образовање, и изолованим племићима који истерују ћерке са хокицама из старих остина. Није у питању врхунска Кристи, али ћете пожелети да сазнате ко је крив.”
Роберт Барнард је тврдио: „Позадина школе за девојке је изненађујуће добро осликана, са хумором и одређеном ширином погледа. Неки елементи подсећају на Тејину Miss Pym Disposes. Ометено је међународном димензијом и шпијунском причом, које се не уклапају са традиционалним детективским елементима. Довољно типичан пример њеног опуштенијег, слободнијег стила.”

## Адаптације

### Британска екранизација
Рома је екранизован као епизода серије Поаро 28. септембра 2008. са Дејвидом Сушеом у насловној улози. У епизоди су такође играли и Харијет Волтер као госпођица Булстрод, Наташа Литл као Ен Шапланд, Клер Скинер као госпођица Рич, Сузан Вулдриџ као госпођица Чедвик, Миранда Рејсон као мадмоазел Бланш, Елизабет Берингтон као госпођица Спрингер, Раџи Џејмс као принц Али Јусуф и Адам Кроусдел као Адам Гудман. Сценарио је написао Марк Гетис, а време радње померено је у 1930-е како би се уклопило са телевизијском серијом, па су тиме су многи делови романа са радњом у Египту и на Блиском истоку, као и они везани за британску тајну службу морали бити измењени или уклоњени. Због тога, ова екранизација садржи значајан број промена у причи:
- Ликови госпођице Ванситарт, Хенрија Сатклифа, пуковника Ефрема Пајквеја, Џона Едмундсона, Дерека О’Конора, „господина Робинсона”, Дениса Ратбона, госпођице Роуан и Поароовог батлера Џорџа избачени су из приче. Због избацивања госпођице Ванситарт, у сали за физичко је врећицом песка у главу ударена госпођица Рич, али је преживела напад.
- Поаро је стари пријатељ госпођице Булстрод и посећује школу као гостујући предавач на додели награда. Након прославе, он пристаје да остане да помогне госпођици Булстрод да одреди ко би требало да је наследи када оде у пензију, па је због тога био присутан када је госпођица Спрингер убијена, а Џулија је дошла у његову собу када је пронашла прокријумчарене драгуље.
- Ролинсон и Али Јусуф погинули су у пуцњави током револуције, а не у паду авиона који је изазван саботажом. Сви драгуљи који су прошверцовани су били рубини.
- Лик Грејс Спрингер је приказан као садистички и насилнички, а има и навику да уцењује. Шапландова ју је убила копљем, а не пиштољем. Откривено је да је госпођица Блејк била једна од њених жртава.
- Родитељима Џенифер Сатклиф проваљено је у кућу пре почетка новог полугодишта. И сама Џенифер је пажљивија и више се занима за целу ствар док је мењала рекет пре убиства госпођице Спрингер, а замењени је украден касније.
- Госпођица Чедвик постаје љубоморна када сазна да госпођица Булстрод тражи наследницу, па је током психотичног слома напада у сали за физичко, док је госпођица Рич тражила доказе о „отмици” Шајсте. Госпођица Рич добија потрес мозга, али преживљава.
- Гудман је био принуђен да открије ко је и Поароу и полицији када су га довели на саслушање.
- По завршетку случаја, Поаро преузима бригу о драгуљима како би их вратио Министарству спољних послова и правој принцези Шајсти. Међутим, тајно оставља један Џулији у кесици гумених бомбона пре него што је отишао.

Епизода је снимана првенствено у Џојс Гроуву у Нетлбеду, у Оксфордширу, док су неки кадрови снимљени у мермерној дворани куће Elveden Hall.

### Француска екранизација
Роман је екранизован као пета епизода француске телевизијске серије Мала убиства Агате Кристи. Епизода је премијерно емитована 2010. године.